# Chlorellaceae
Chlorellaceae, rod zelenih algi iz reda Chlorellales, razred Trebouxiophyceae. Sastoji se od preko 223 vrste. Ime je dobila po rodu Chlorella.

## Rodovi i broj vrsta
1. Acanthosphaera Lemmermann 2
2. Actinastrum Lagerheim 12
3. Apatococcus F.Brand 5
4. Apodococcus F.Hindák 2
5. Auxenochlorella (I.Shihira & R.W.Krauss) T.Kalina & M.Puncochárová 3
6. Carolibrandtia R.Hoshina & T.Nakada 1
7. Catena Chodat 2
8. Chlorella Beyerinck [Beijerinck] 31
9. Chloroparva Somogyi, Felfoldi & Voros 1
10. Closteriopsis Lemmermann 5
11. Compactochlorella L.Krienitz, C.Bock, K.Kotut & T.Pröschold 2
12. Coronacoccus H.Song, X.Liu, Y.Hu, Q.Wang, J.Long, G.Liu & Z.Hu 1
13. Coronastrum R.H.Thompson 4
14. Cylindrocelis Hindák 1
15. Dicellula Svirenko 1
16. Dicloster C.-C.Jao, Y.S.Wei & H.C.Hu 1
17. Dictyosphaerium Nägeli 12
18. Didymogenes Schmidle 5
19. Endolithella T.Martins, V.Ramos, Hentschke & Krienitz 1
20. Fissuricella R.S.Pore, R.F.D'Amato & L.Ajello 1
21. Geminella Turpin 15
22. Gloeotila Kützing 16
23. Golenkiniopsis Korshikov 5
24. Hegewaldia T.Pröschold, C.Bock, W.Luo & L.Krienitz 1
25. Helicosporidium D.Keilin 	1
26. Heynigia C.Bock, Pröschold & Krienitz 2
27. Hindakia C.Bock, Proschold & Krienitz 2
28. Hormospora Brébisson 1
29. Kalenjinia L.Krienitz, C.Bock, K.Kotut & T.Pröschold 1
30. Keratococcus Pascher 5
31. Leptochlorella Neustupa, Veselá, Nemcová & Skaloud 1
32. Marasphaerium L.Krienitz, C.Bock, K.Kotut & T.Pröschold 1
33. Marinichlorella Z.Aslam, W.Shin, M.K.Kim, W.-T.Im & S.-T.Lee 1
34. Marvania F.Hindák 2
35. Masaia L.Krienitz, C.Bock, K.Kotut & T.Pröschlod 1
36. Meyerella Fawley & K.P.Fawley 1
37. Micractinium Fresenius 21
38. Mucidosphaerium C.Bock, Proschold & Krienitz 4
39. Muriella J.B.Petersen 4
40. Nannochloris Naumann 2
41. Nanochlorum C.Wilhelm, G.Eisenbeis, A.Wild & R.Zahn 1
42. Palmellochaete Korshikov 1
43. Parachlorella L.Krieniz, E.H.Hegewald, D.Hepperle, V.A.R.Huss, T.Rohr & M.Wolf 2
44. Planktochlorella P.Skaloud & Y.Nemcová 1
45. Podohedra Düringer 6
46. Prototheca W.Krüger 20
47. Pseudochloris B.Somogyi, T.Felföldi & L.Vörös 1
48. Pseudosiderocelopsis Massalski, Mronzinska & Olech 1
49. Pumiliosphaera T.Darienko & T.Pröschold 1
50. Siderocelis (Naumann) Fott 9

1. Zoochlorella K.Brandt  1 = sin. za Micractinium